# Baron Kibamba
Francoeur Baron De Sylvain Kibamba (Dolisie, 23 marzo 1998) è un calciatore congolese (Repubblica del Congo), difensore del Manchester 62.

## Carriera

### Club
Ha giocato nella terza divisione spagnola.

### Nazionale
Nel 2017 ha esordito in nazionale.

## Statistiche

### Cronologia presenze e reti in nazionale
| Cronologia completa delle presenze e delle reti in nazionale ― Rep. del Congo | Cronologia completa delle presenze e delle reti in nazionale ― Rep. del Congo | Cronologia completa delle presenze e delle reti in nazionale ― Rep. del Congo | Cronologia completa delle presenze e delle reti in nazionale ― Rep. del Congo | Cronologia completa delle presenze e delle reti in nazionale ― Rep. del Congo | Cronologia completa delle presenze e delle reti in nazionale ― Rep. del Congo | Cronologia completa delle presenze e delle reti in nazionale ― Rep. del Congo | Cronologia completa delle presenze e delle reti in nazionale ― Rep. del Congo |
| Data                                                                          | Città                                                                         | In casa                                                                       | Risultato                                                                     | Ospiti                                                                        | Competizione                                                                  | Reti                                                                          | Note                                                                          |
| ----------------------------------------------------------------------------- | ----------------------------------------------------------------------------- | ----------------------------------------------------------------------------- | ----------------------------------------------------------------------------- | ----------------------------------------------------------------------------- | ----------------------------------------------------------------------------- | ----------------------------------------------------------------------------- | ----------------------------------------------------------------------------- |
| 9-9-2018                                                                      | Brazzaville                                                                   | Rep. del Congo                                                                | 1 – 1                                                                         | Zimbabwe                                                                      | Qual. Coppa d'Africa 2019                                                     | -                                                                             |                                                                               |
| 11-10-2018                                                                    | Brazzaville                                                                   | Rep. del Congo                                                                | 3 – 1                                                                         | Liberia                                                                       | Qual. Coppa d'Africa 2019                                                     | -                                                                             |                                                                               |
| 18-11-2018                                                                    | Brazzaville                                                                   | Rep. del Congo                                                                | 1 – 1                                                                         | RD del Congo                                                                  | Qual. Coppa d'Africa 2019                                                     | -                                                                             |                                                                               |
| Totale                                                                        |                                                                               | Presenze                                                                      | 12                                                                            |                                                                               | Reti                                                                          | 0                                                                             |                                                                               |